# Tentamen

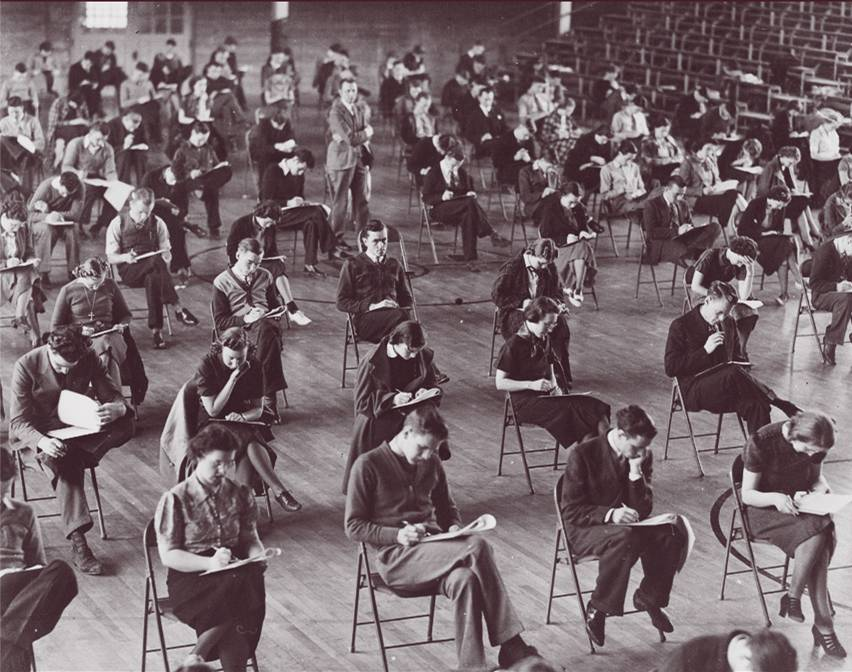
Studenter vid Hamlineuniversitet examineras genom salstentamen.

En tentamen (latin: prov, försök, pluralis: tentamina, vardagligt tenta) är en större skrivning eller annat formellt prov av en persons kunskaper för examination på ett avgränsat område, vanligen vid slutet av en kurs eller delkurs på en högskola eller ett universitet. Den syftar till att vara en rättssäker examinationsform som säkerställer kursdeltagarens identitet och individuella kunskaper. Tentamen skiljer sig från andra examinationsformer på så sätt att den är en betygsgrundande tidsbegränsad redovisningsuppgift som utgör ett stickprov på kursinnehållet, och i allmänhet ska utföras självständigt av kursdeltagaren, utan samarbete med andra. En godkänd sluttentamen krävdes förr för terminbetyg i ett ämne och för uppflyttning till senare årskurs, eller för universitetsexamen.
Tentator är ett ålderdomligt uttryck för den som verkställer eller förrättar en tentamen, tentand den som prövas, och examinator den som betygssätter och ansvarar för utformningen av tentamen, ibland i samarbete med medrättande lärare. 
Att tentamensläsa är att studera intensivt inför en tentamen. Ett effektivt sätt att förbereda sig inför tentamen är att gå igenom övningsprov, till exempel gamla tentamina, och att repetera tillsammans med andra studenter.  
Ofta kallas kvinnliga tentamensvakter för "tentatanter", och på senare tiden har det blivit fler manliga tentamensvakter som kallas "tentafarbröder". Dessa personer upplever uttrycken som humoristiska och inte kränkande.

## Former
Begreppet tentamen åsyftar vanligtvis en skriftlig salstentamen eller salsskrivning som har författats för det specifika tillfället, och som vaktas av läraren eller en särskild tentamensvakt. 
Datortentamen kan dels avse en helt datorbaserad tentamen (som distribueras och rättas på dator, och eventuellt kan automaträttas), dels en pappersbaserad tentamen där en dator är tillåtet hjälpmedel, exempelvis vid i en kurs i programmering (jämförbart med en examinerande laborationsuppgift, som utförs individuellt och utan handledning). 
En muntlig tentamen (vardagligt munta) är ett grundligt muntligt förhör på ett avsnitt. 
En hemtentamen liknar en skriftlig hemuppgift eller inlämningsuppgift, men besvaras inom begränsad tid (kan vara allt från ett par timmar till flera dagar), ibland även genom muntliga kontrollfrågor för att säkerställa att kursdeltagaren har förstått sina egna svar och inte har fått hjälp av någon annan. Munta och/eller hemtentamen förekommer som kompletteringsuppgift vid betyg Fx på salstentamen (European Credit Transfer System). 
I vissa ämnen och på vissa lärosäten förekommer muntliga och skriftliga så kallade grupptentamina (jämför seminarium), något som Högskoleverket anser vara tillåtet i Sverige men ändå ifrågasätter på grund av att det kan vara svårt att identifiera den enskilda studentens bidrag till diskussionen.
Exempel på tillåtna hjälpmedel på en salstentamen kan vara miniräknare, formelsamling eller lärobok, beroende på kursens ämne och nivå. Studenter med diagnostiserat särskilt behov kan få tentamen uppläst, eller kan få mer tid att skriva tentamen. Vid en "öppen bok"-tentamen, har studenten tillgång till kurslitteraturen, men tentamen ska ändå vara så omfattande att studenten måste vara välförberedd innan provet inleds för att hinna besvara det. Efter överenskommelse kan tentamen skrivas på annan ort än det egna universitetet, exempelvis ett kommunalt studiecentra/lärcentra, en ambassad eller ett annat universitet. På många lärosäten besvaras tentamen anonymt, och studenten identifierar sig med en anonymiseringskod, så att läraren inte får veta studentens verkliga identitet förrän efter att betyget är inmatat i Nya Ladok.

### Korta prov
Ibland förekommer att en kurs har så kallade duggor vilket kan sägas vara en enklare eller mindre omfattande typ av skriftligt prov. En dugga kan ha formen av flervalsprov, vilket underlättar snabb rättning. Duggor kan fungera som kontrollskrivningar, och krävas för närvaro på laborationsövningar eller innan man påbörjar en större projektuppgift, eller kan vara en frivillig uppgift för bonuspoäng på tentamen eller som ersättning för tentamensuppgifter, och är inte alltid betygsgrundande. 
Begreppet quiz används ofta om korta datorbaserade flervalsprov. Korta prov kallas sällan tentamina.

## Svensk lagstiftning
En tentamen kan vara ett av flera provmoment på en universitetskurs i Sverige, medan andra provmoment kan ha andra examinationsformer. Provmomenten och betygskriterier för godkänt betyg utformas så att de tillsammans säkerställer att kursdeltagaren har uppnått kursplanens lärandemål. 
Enligt högskoleförordningen kan disciplinnämnden besluta om varning eller avstängning från undervisning och examination under högst sex månader vid fusk, om en student med otillåtna hjälpmedel försöker vilseleda rättande lärare, eller stör eller hindrar prov. En tentamen ska erbjudas minst vid tre tentamenstillfällen per år, ett ordinarie tillfälle och två omtentamina. Om en kurs avvecklas skall totalt minst fem provtillfällen ändå ges. Finner en examinator att ett beslut om betyg är uppenbart oriktigt kan han eller hon höja men inte sänka betyget. Examinators betyg kan inte överklagas. En student som utan godkänt resultat har genomgått två prov kan begära att få en annan examinator utsedd.
Tentamen utgör internt arbetsmaterial fram till tentamensdatumet, därefter är det en offentlig handling som vem som helst har rätt att begära ut.